# Wu-Tang Forever
Wu-Tang Forever ist das zweite Studioalbum der US-amerikanischen Hip-Hop-Gruppe Wu-Tang Clan. Es erschien am 3. Juni 1997 über die Labels Loud Records, RCA Records und BMG.

## Produktion
Der Großteil des Albums wurde von dem Wu-Tang-Clan-Mitglied RZA produziert, der die Instrumentals zu 21 Liedern produzierte. Weitere Beats stammen von dem Wu-Tang-Mitglied Inspectah Deck sowie den Musikproduzenten 4th Disciple und True Master. 18 Songs des Albums enthalten Samples von Liedern anderer Künstler sowie verschiedene Dialoge aus Filmen.

## Covergestaltung
Das Albumcover zeigt das Logo des Wu-Tang Clans – eine als W stilisierte Fledermaus – in Weiß, mit dem Schriftzug Wu-Tang. Darüber sind einige Mitglieder bei einem Konzert auf der Bühne zu sehen. Im unteren Teil sind die neun damaligen Mitglieder Ghostface Killah, GZA, Inspectah Deck, Masta Killa, Method Man, Ol’ Dirty Bastard, Raekwon, RZA und U-God abgebildet. Darunter befindet sich der Titel Wu-Tang Forever in Weiß.

## Titelliste

### CD 1
| #  | Titel                                                                 | Besetzung | Produzenten    | Zeit | Samples |
| -- | --------------------------------------------------------------------- | --- | -------------- | ---- | --- |
| 1  | Wu-Revolution                                                         | - Popa Wu & Uncle Pete | RZA            | 6:46 | - Dialog aus Shaolin Temple |
| 2  | Reunited                                                              | - Intro/Outro: Ms. Roxy - 1. Vers: GZA - 2. Vers: Ol’ Dirty Bastard - 3. Vers: RZA - 4. Vers: Method Man                                             | RZA            | 5:21 | |
| 3  | For Heaven’s Sake                                                     | - 1. Vers: Inspectah Deck - 2. Vers: Masta Killa - 3. Vers: Cappadonna                                                                               | RZA            | 4:13 | - "Don’t Leave Me Lonely" von King Floyd                                                                                                |
| 4  | Cash Still Rules/Scary Hours (Still Don’t Nothing Move But the Money) | - 1. Vers: Raekwon - 2. Vers: Method Man - 3. Vers: Ghostface Killah                                                                                 | 4th Disciple   | 3:01 | - "The End of the World" von Skeeter Davis                                                                                              |
| 5  | Visionz                                                               | - 1. Vers: Method Man - 2. Vers: Raekwon - 3. Vers: Masta Killa - 4. Vers: Inspectah Deck - 5. Vers: Ghostface Killah                                | Inspectah Deck | 3:09 | |
| 6  | As High as Wu-Tang Get                                                | - Refrain: Ol’ Dirty Bastard - 1. Vers: GZA - 2. Vers: Method Man                                                                                    | RZA            | 2:37 | |
| 7  | Severe Punishment                                                     | - 1. Vers: U-God - 2. Vers: GZA - 3. Vers: Raekwon - 4. Vers: RZA - 5. Vers: Masta Killa                                                             | RZA            | 4:49 | - Dialog aus Three Evil Masters - "Ice Cream Man" von Method Man                                                                        |
| 8  | Older Gods                                                            | - 1. Vers: Ghostface Killah - 2. Vers: Raekwon - Refrain: Ghostface Killah & Raekwon - 3. Vers: GZA                                                  | 4th Disciple   | 3:05 | |
| 9  | Maria                                                                 | - Intro/1. Vers: Ol' Dirty Bastard - 2. Vers: Cappadonna - 3. Vers: Ol' Dirty Bastard - 4. Vers: RZA                                                 | RZA            | 2:55 | - "I Love You More than You'll Ever Know" von Blood, Sweat & Tears - "Get out of My Life, Woman" von Lee Dorsey - Dialog aus Marco Polo |
| 10 | A Better Tomorrow                                                     | - Intro/1. Vers: Inspectah Deck - 2. Vers: Masta Killa - 3. Vers: U-God - 4. Vers: RZA - 5. Vers: Method Man - Refrain: Inspectah Deck & Masta Killa | 4th Disciple   | 4:55 | - "A Time for Us" von Peter Nero |
| 11 | It’s Yourz                                                            | - 1. Vers: Raekwon - 2. Vers: U-God - 3. Vers/Refrain: RZA - 4. Vers: Inspectah Deck - 5. Vers: Ghostface Killah                                     | RZA            | 4:17 | - "Look on a Soft Side" von Jean-Pierre Decerf und Marc Saclays - "Sing Sing" von Gaz                                                   |

### CD 2
| #      | Titel                        | Besetzung | Produzenten             | Zeit | Samples                                                                                                  |
| ------ | ---------------------------- | --- | ----------------------- | ---- | --- |
| 1      | Intro                        | - RZA & GZA | RZA                     | 2:02 | - Musik aus Duel to the Death                                                                            |
| 2      | Triumph                      | - Intro/Intermission: Ol' Dirty Bastard - 1. Vers: Inspectah Deck - 2. Vers: Method Man - 3. Vers: Cappadonna - 4. Vers: U-God - 5. Vers: RZA - 6. Vers: GZA - 7. Vers: Masta Killa - 8. Vers: Ghostface Killah - 9. Vers: Raekwon                                                 | RZA                     | 5:38 | - "Everybody Everybody" von Black Box                                                                    |
| 3      | Impossible                   | - 1. Vers: RZA - 2. Vers: U-God - 3. Vers: Ghostface Killah - Refrain: Tekitha - Outro: Raekwon | 4th Disciple & RZA (Co) | 4:28 | - Klaviersonate Nr. 8 von Beethoven                                                                      |
| 4      | Little Ghetto Boys           | - Intro: Raekwon, RZA, Cappadonna, Ghostface Killah, Method Man - 1. Vers: Raekwon - 2. Vers: Cappadonna | RZA                     | 4:49 | - "Little Ghetto Boy" von Donny Hathaway - "Ghetto Child" von O. V. Wright - Dialog aus Invincible Armor |
| 5      | Deadly Melody                | - Intro & 1. Vers: Masta Killa - 2. Vers: U-God - 3. Vers: RZA - 4. Vers: Method Man - 5. Vers: RZA, Masta Killa, U-God, GZA - 6. Vers: Method Man - 7. Vers: Streetlife - 8. Vers: Ghostface Killah - 9. Vers: Streetlife - Outro: Dreddy Kruger, RZA, Method Man, Inspectah Deck | RZA                     | 4:20 | |
| 6      | The City                     | - Inspectah Deck | 4th Disciple            | 4:05 | - "Living for the City" von Stevie Wonder                                                                |
| 7      | The Projects                 | - Intro: Shyheim & Raekwon - 1. Vers: Raekwon - Refrain: U-God & Raekwon - 2. Vers: Method Man - 3. Vers: Ghostface Killah | RZA                     | 3:17 | - "Cry Together" von The O’Jays                                                                          |
| 8      | Bells of War                 | - 1. Vers: U-God - 2. Vers: Method Man - 3. Vers: RZA - Interludes: Method Man & Raekwon - 4. Vers: Ghostface Killah - Outro: RZA | RZA                     | 5:12 | - "Sneakin' in the Back" von Tom Scott                                                                   |
| 9      | The M.G.M.                   | - Ghostface Killah & Raekwon | True Master             | 2:38 | |
| 10     | Dog Shit                     | - Ol' Dirty Bastard - Interludes: RZA & Method Man | RZA                     | 3:34 | |
| 11     | Duck Seazon                  | - Intro & 1. Vers: Raekwon - 2. Vers: RZA - 3. Vers: Method Man - 4. Vers: Raekwon | RZA                     | 5:42 | - Dialog aus Unbeaten 28                                                                                 |
| 12     | Hellz Wind Staff             | - 1. Vers: Streetlife - 2. Vers: Ghostface Killah - 3. Vers: Inspectah Deck - 4. Vers: Method Man - 5. Vers: RZA - 6. Vers: Raekwon | RZA                     | 4:52 | - "Signed D.C." von Love - Dialog aus Unbeaten 28                                                        |
| 13     | Heaterz                      | - 1. Vers: Raekwon - 2. Vers: Inspectah Deck - 3. Vers: Ol' Dirty Bastard - 4. Vers: U-God - 5. Vers: Cappadonna | True Master             | 5:26 | - "Giving Up" von Gladys Knight & the Pips                                                               |
| 14     | Black Shampoo                | - Intro: Dom Pachino, Tekitha - U-God - Outro: Method Man | RZA                     | 3:49 | |
| 15     | Second Coming                | - Tekitha | RZA                     | 4:39 | - "MacArthur Park" von Donna Summer                                                                      |
| 16     | The Closing                  | - Raekwon | RZA                     | 2:37 | |
| 17 (*) | Sunshower                    | - RZA | RZA                     | 6:11 | |
| 18 (*) | Projects International Remix | - Intro: Shyheim & Raekwon - 1. Vers: Raekwon - Refrain: U-God & Raekwon - 2. Vers: Method Man - 3. Vers: Ghostface Killah | RZA                     | 4:34 | |

(*) Titel 17 und 18 sind Bonussongs der internationalen Version

## Singleauskopplungen
Als Singles wurden die Lieder Triumph, It’s Yourz und Reunited ausgekoppelt, von denen sich lediglich Triumph im Vereinigten Königreich in den Charts platzieren konnte und dort Rang 46 erreichte.

## Kommerzieller Erfolg

### Chartplatzierungen
Wu-Tang Forever stieg am 2. Juni 1997 auf Platz 35 in die deutschen Charts ein und erreichte in der folgenden Woche mit Rang 8 die Höchstposition. Insgesamt hielt sich das Album 21 Wochen in den Top 100. Im Vereinigten Königreich und in den Vereinigten Staaten stieg der Tonträger auf Platz 1 ein und konnte sich 14 bzw. 41 Wochen in den Charts halten.
| ChartsChartplatzierungen       | Höchstplatzierung | Wochen |
| ------------------------------ | ----------------- | ------ |
| Deutschland (GfK)              | 8 (21 Wo.)        | 21     |
| Österreich (Ö3)                | 17 (14 Wo.)       | 14     |
| Schweiz (IFPI)                 | 11 (14 Wo.)       | 14     |
| Vereinigte Staaten (Billboard) | 1 (41 Wo.)        | 41     |
| Vereinigtes Königreich (OCC)   | 1 (14 Wo.)        | 14     |

| ChartsJahrescharts (1997) | Platzierung |
| ------------------------- | ----------- |
| Deutschland (GfK)         | 69          |

### Auszeichnungen für Musikverkäufe
| Professionelle Bewertungen | Professionelle Bewertungen |
| -------------------------- | -------------------------- |
| Kritiken                   |                            |
| Quelle                     | Bewertung                  |
| laut.de                    | [ 10 ]                     |
| Rolling Stone              | [ 11 ]                     |
| allmusic                   | [ 12 ]                     |
| RapReviews                 | [ 13 ]                     |

Das Album wurde in den Vereinigten Staaten für über zwei Millionen verkaufte Exemplare mit 4-fach Platin ausgezeichnet, da Doppelalben dort zweifach gewertet werden. In der Schweiz und im Vereinigten Königreich erhielt es je eine Goldene Schallplatte.
| Land/Region                  | Auszeichnungen für Musikverkäufe (Land/Region, Auszeichnung, Verkäufe) | Verkäufe  |
| ---------------------------- | ---------------------------------------------------------------------- | --------- |
| Dänemark (IFPI)              | Gold                                                                   | 10.000    |
| Kanada (MC)                  | 2× Platin                                                              | 200.000   |
| Neuseeland (RMNZ)            | Gold                                                                   | 7.500     |
| Schweiz (IFPI)               | Gold                                                                   | 25.000    |
| Vereinigte Staaten (RIAA)    | 4× Platin                                                              | 2.000.000 |
| Vereinigtes Königreich (BPI) | Gold                                                                   | 100.000   |
| Insgesamt                    | 4× Gold · 6× Platin ·                                                  | 2.342.500 |

### Auszeichnungen bei Musikpreisen
Bei den Grammy Awards 1998 wurde Wu-Tang Forever in der Kategorie Best Rap Album nominiert, unterlag jedoch No Way Out von Puff Daddy.